# Sueña conmigo
Sueña conmigo è una telenovela argentina diretta da Daniel De Felippo, Claudio Garcia e Claudio Ferrari prodotta da Nickelodeon in co-produzione con Illusion Studios e Televisa.
Creata da Claudio Lacelli, ma adattata da Gabriela Montijo, Ángel Martínez-Ibarra e Mariana Palos, la serie ha come protagonisti Eiza González, Santiago Ramundo, Vanesa Gabriela Leiro, Valentín Villafañe, con la partecipazione speciale di Brenda Asnicar dall'episodio 10, che interpretano rispettivamente Clara, Luca, Marcia, Titan e Nuria.

## Trama
Clara Molina e Luca Grossi sono due ragazzi disposti a tutto pur di realizzare i propri sogni. La prima studia al collegio "Las Colinas" e il secondo, invece, dopo essere stato espulso da diverse scuole, riceve una borsa di studio nello stesso istituto grazie al fidanzato di sua sorella, Rafael che insegna musica in quell'istituto. Inizialmente, i due protagonisti si odiano, ma poi si fidanzano. Clara vive con suo padre, in quanto la madre è una famosa attrice e non può stare con la figlia. 
Un giorno, viene annunciato l'arrivo in città della produzione di un nuovo reality show chiamato Soy Tu Super Star, a cui Clara vuole partecipare, nonostante il parere contrario del padre; così si iscrive con il soprannome di Roxy Pop. Anche la fidanzata di Luca, Marcia, entra nello show, lasciando il gruppo musicale formato dal coetaneo, di cui era la voce principale. Luca farà di tutto per conquistare Roxy Pop, non sapendo che lei è Clara. Alla fine Luca scopre che Roxy Pop è Clara e capisce di amarla. Il padre di Clara accetta finalmente la passione per il canto della figlia e le permette di andare alla finale del programma vinta da Clara/Roxy Pop contro Marcia.

## Personaggi e interpreti

### Personaggi principali
- Clara Molina/Roxy Pop, interpretata da Eiza González e doppiata da Monica Bertolotti[1].
 Desidera diventare una cantante, ma suo padre glielo proibisce[2]. Decide così di partecipare al reality show "Soy Tu Super Star" con una parrucca rosa e il nome di Roxy Pop. Per Clara sarà una sfida tenere segreta la propria doppia identità, ma non si lascerà abbattere dalle difficoltà e farà di tutto per realizzare i propri sogni[3].
- Luca Grossi, interpretato da Santiago Ramundo e doppiato da Alessio Ward[1].
Cantante e chitarrista, è il leader della band Control Remoto, di cui fanno parte anche i suoi amici Ivan, Mauro, Gonzalo e Garrafa[4]. Vive con le sue due sorelle[5] ed entra spesso in conflitto con Titan. È fidanzato con Marcia[6].
- Nuria Gomez, interpretata da Brenda Asnicar e doppiata da Tiziana Profumi[1].
Amante della bicicletta, è una ragazza dal carattere molto forte e deciso[7].
- Titan/Diego, interpretato da Valentín Villafañe e doppiato da Mattia Ward[1].
 È innamorato di Clara[3]. È il migliore amico di Joaco, anche se i due litigano spesso, e tende ad offendere i suoi amici. Non sopporta Luca ed i suoi amici[8].
- Marcia Lima, interpretata da Vanesa Leiro e doppiata da Milva Bonacini[1].
 È la fidanzata di Luca e cantante dei Control Remoto[3], che però abbandonerà per partecipare al reality show "Soy tu super star", che vuole vincere a tutti i costi. Gli amici di Luca non la sopportano, tanto da essere soprannominata "La Marziana"[9].

### Personaggi secondari
- Ivan Quintero, interpretato da Gastón Soffritti e doppiato da Niccolò Ward[1].
 Amico di Luca, Mauro, Gonzalo e Garrafa. Fa parte dei Control Remoto, dove suona la batteria[4]. È innamorato di Marcia.
- Mauro, interpretato da Brian Vainberg e doppiato da Stefano Onofri[1].
 Amico di Luca, Gonzalo, Garrafa e Ivan. È il bassista dei Control Remoto[4].
- Gonzalo, interpretato da Santiago Talledo e doppiato da Alberto Caneva[1].
 Amico di Luca, Mauro, Ivan e Garrafa. Fa parte dei Control Remoto, dove suona la chitarra. Farà di tutto pur di conquistare Teresa, la sorella di Luca. Viene soprannominato col nomignolo di Gonzalito[10].
- Violeta, interpretata da Agustina Quinci e doppiata da Patrizia Salerno[1].
 Miglior amica di Clara. Ha un furetto per animale, di nome Donna[11]. Per aiutare Clara nella sua doppia identità crea insieme ad essa il personaggio di Mimì, ovvero la stilista di Roxy Pop.
- Martin Bustamante/Garrafa, interpretato da Felipe Villanueva e doppiato da Daniele Di Matteo[1].
 Amico di Luca, Mauro, Ivan e Gonzalo. Fa parte dei Control Remoto, dove suona la tastiera[12].
- Joaquin, interpretato da Nicolás D'Agostino e doppiato da Leonardo Caneva[1].
 Soprannominato Joaco, è il miglior amico di Titan e Ronnie[8].
- Reinaldo, interpretato da Gabriel Gallichio e doppiato da George Castiglia[1].
 Soprannominato Ronnie, è il miglior amico di Titan[8].
- Rafael Molina, interpretato da Federico Baron e doppiato da Andrea Ward[1].
 Cugino di Clara. Insegna musica alla scuola Las Colinas[13]. Lascerà il suo posto di insegnante di musica perché viene ammesso in un altro istituto a Londra e di conseguenza lascerà Teresa per realizzare il suo sogno.
- Daniel, interpretato da Guido Massri e doppiato da Andrea Lopez[1].
 È l'assistente di Manuel al negozio di strumenti musicali. Quando Rafael parte, diventa il nuovo professore di musica al collegio "Las Colinas". È innamorato di Teresa. È grazie a lui se Manuel ritrova la sua famiglia.
- Ema, interpretata da Clara Hails[1].
 Molto amica di Ceci e anche di Violeta e Clara, ha un carattere molto egoista[14].
- Milagros, interpretata da Sabrina Macchi e doppiata da Laura Massei[1].
 Soprannominata Mily, è una concorrente del reality Soy Tu Super Stars[15].
- Cecilia, interpretata da Florencia Padilla e doppiata da Rossella Pazienza[1].
 Soprannominata Ceci, è un'amica di Clara, Violeta, Mily ed in particolar modo di Ema.
- Teresa Grossi, interpretata da Florencia Benítez e doppiata da Cinzia Villari[1].
 Sorella maggiore di Luca e di Flor, lavora al bar della scuola di Luca, Las Colinas[16]
- Flor Grossi, interpretata da Kalena Bojiko e doppiata da Emanuela Ionica[1].
 Sorella minore di Luca e di Teresa[17], la sua cantante preferita è Roxy Pop, motivo per cui è anche la presidentessa del fan-club di quest'ultima.
- Gabo, interpretato da Gabo Ramos e doppiato da Riccardo Cascadan[1].
 È il presentatore del programma "Soy tu superstar".
- Micaela, interpretata da Micaela Castellotti.
- Octavio Molina, interpretato da Tony Lestingi.
 Padre di Clara, lui non vuole che sua figlia partecipi al programma "Soy tu superstar"[18]. È il fidanzato di Marianne.

## Puntate
Nel maggio del 2014 appare la notizia che la RAI ha acquistato la serie e che la trasmetterà su un canale tematico. Nello stesso periodo escono i palinsesti estivi di Italia 1 in cui viene indicata anche Sueña conmigo dal 30 giugno, ma la trasmissione non avviene. Viene invece inserita nel palinsesto 2014/2015 del canale Rai Gulp, infatti ha inizio il 13 ottobre 2014 nella rete prevista. Viene interrotta all'episodio 95 il 16 gennaio 2015 e riprende il giorno seguente dall'episodio 71, per riprendere il 12 febbraio (con ascolti pari a 1.12% di share) e concludersi definitivamente il 7 marzo per un totale di 120 episodi contro i 150 originali.
A differenza della versione argentina, gli episodi non hanno un titolo. Si segnala che dall'episodio 31 e successivi ci sono alcuni problemi nel doppiaggio italiano: la voce di Ivan e altri personaggi è mancante, ma il problema non dura per molte puntate.
| Stagione       | Puntate | Prima TV Argentina | Prima TV Italia |
| -------------- | ------- | ------------------ | --------------- |
| Prima stagione | 120     | 2010-2011          | 2014-2015       |

## Produzione
Viene realizzato un trailer agli inizi del 2010 senza Eiza González (il cui ruolo viene ricoperto da Catalina Artusi) e altri attori che alla fine impersoneranno un personaggio nella serie. Fino a febbraio si sono svolti alcuni casting per entrare a far parte del cast: tra gli attori che si sono presentati risultano Diego Amozurrutia e Natasha Dupeyrón. Nello stesso mese viene firmato un accordo tra Nickelodeon, Illusion Studios e Televisiva, così si inizia a dare il via alla produzione. Lo sceneggiato è registrato in alta definizione ed erano previsti 120 episodi contro i 150 finali.
Inizialmente si parlò di un progetto che comprendesse un remake della telenovela messicana del 1992 Baila conmigo, ma intitolato "Sueño con bailar" e con protagonisti la Gonzalez e Sebastián Zurita, ma la stessa Eiza confermò che la serie è una storia originale e non uno spin off.  A metà marzo 2010, vengono confermati sia la Gonzalez che l'attore Gastón Soffritti e infine Santiago Ramundo, apparso già nel trailer.
Le riprese iniziano ufficialmente il 30 marzo 2010 a Buenos Aires, luogo dove si svolgono la maggior parte delle registrazioni, concludendosi nei mesi successivi. Nello stesso mese appare la notizia che Gastón Soffritti sarebbe il protagonista della serie, Luca, in realtà il ruolo verrà ricoperto da Ramundo; nello stesso periodo viene annunciato il cast.
Il primo spot televisivo appare il 26 marzo 2010, alla fine della serie Isa TVB. Nell'aprile viene annunciata la news che Eiza interpreterà due personaggi nella serie: Clara e Lollipop. In realtà, il nome del secondo personaggio si chiama Roxy Pop. Tra il maggio e il luglio vengono emessi quattro diversi spot per la promozione della serie e alcune pubblicità in cui appaiono i personaggi principali.
Alla fine di giugno viene presentato il cast. La trasmissione inizia il 20 luglio del 2010 (con replica il 23) e fino al 20 agosto viene programmato settimanalmente, ma dal 23 agosto inizia dal lunedì al venerdì. Viene mandata in onda fino al 17 dicembre, quando viene sospesa per le vacanze e riprende il 3 gennaio 2011 per concludersi definitivamente il 1º aprile 2011.
Il 25 marzo è partito il tour della serie, prodotto da Nickelodeon.
Nel 2012 si parlò di un adattamento francese dello sceneggiato, che non è stato però ancora realizzato. 

### Ascolti
Alla fine del 2010, Nickelodeon annuncia le statistiche degli ascolti e affermando che tra i programmi più visti del canale c'è Sueña conmigo. Al suo debutto nel canale Telefe, riceve 9.3 punti di rating.
Il primo episodio italiano, su Rai Gulp, raggiunge 0.55% di share, la replica del giorno seguente ottiene appena 0.20%. Lo share più alto è stato registrato nella puntata numero 4 con 0.65%, superato il 27 ottobre con 0.99%. Il record è stato ottenuto il 5 novembre con 1.09%. La serie riesce a superare l'1% anche in alcune occasioni successive.
Al febbraio del 2011, l'account Twitter della telenovela ha raggiunto 6.000 follower e 250.000 fan su Facebook.

## Media

### Discografia
Nell'unica stagione registrata la sigla utilizzata è "Sueña conmigo", sia per la versione originale che per quelle esportate.
| Anno | Dettagli |
| ---- | --- |
| 2012 | Sueña conmigo: la canción de tu vida - Pubblicazione: 29 novembre 2010 - Formati: CD, download digitale - Etichetta: EMI Music |
| 2012 | Sueña conmigo 2 - Pubblicazione: marzo 2011 - Formati: CD, download digitale - Etichetta: EMI Music                            |

### Altri prodotti
Nelle edicole argentine, dalla metà del 2011, è apparsa la rivista dedicata alla serie. Nello stesso periodo è uscito l'album di figurine pubblicato dall'editore Panini contenente 32 pagine con 192 figurine.
Viene pubblicato anche, per la piattaforma Facebook, il videogioco online "Soy tu super star: The Game", reso disponibile alla fine di marzo del 2011.

## Sueña conmigo en concierto
Sueña conmigo en concierto è il musical della serie, diretto da Eduardo Gongell e prodotto da Alejandra García Giaccio e Ronnie Amendolara. Vengono interpretate le canzoni dello sceneggiato, con nuove musiche cantate da Agustina Quinci, Felipe Villanueva, Kalena Bojko e una versione alternativa del "Picu Picu" di Titan. Alle rappresentazioni non partecipa il cast adulto e Brenda Asnicar, in quanto impegnata in Italia con un altro tour.
Lo spettacolo ha avuto inizio il 25 marzo 2011 a Buenos Aires al Teatro Gran Rex ed è stato replicato fino al 27, ottenendo un buon successo e confermando una replica nel mese di aprile, nello stesso teatro, ma anche in altre città argentine. Per la grande accoglienza ricevuta, la rappresentazione viene replicata durante l'inverno dello stesso anno. Inoltre, il 17 luglio viene pubblicato il DVD intitolato "Sueña Conmigo en Concierto ¡En DVD!" e il 22 venne trasmesso uno speciale su Nickelodeon.

### Scaletta
1. Sueña conmigo
2. El circo de la vida
3. Soy tu super star
4. Igual que yo
5. Cuando yo te vi
6. Picu Picu
7. Dime que sí, dime que no
8. Mundo imperfecto
9. Tu color
10. Yo lo vi primero
11. Es el click
12. Te amo así
13. Como decirte que te quiero
14. Chicas buenas
15. Como perro y gato
16. Y ahora
17. Picu Picu (Seconda versione)
18. Amor mio
19. Super hada
20. El tren
21. Contigo todo
22. El ritmo de mi gente
23. Sueña conmigo

### Date
| Data           | Città        | Paese     | Teatro                  |
| -------------- | ------------ | --------- | ----------------------- |
| America Latina |              |           |                         |
| 25 marzo 2011  | Buenos Aires | Argentina | Teatro Gran Rex         |
| 26 marzo 2011  | Buenos Aires | Argentina | Teatro Gran Rex         |
| 27 marzo 2011  | Buenos Aires | Argentina | Teatro Gran Rex         |
| 23 aprile 2011 | Buenos Aires | Argentina | Teatro Gran Rex         |
| 21 maggio 2011 | Mendoza      | Argentina | Auditorio Angel Bustelo |
| 22 maggio 2011 | San Juan     | Argentina | Teatro Sarmiento        |
| 15 luglio 2011 | Rosario      | Argentina | Teatro Broadway         |
| 18 luglio 2011 | Buenos Aires | Argentina | Teatro Ópera Citi       |
| 23 luglio 2011 | Córdoba      | Argentina | Orfeo Superdomo         |

### Altri eventi
Per firmare autografi, alcuni componenti del cast sono stati ospiti al "Mixup" di Parque Delta in Argentina il 9 dicembre 2010 e il 5 febbraio 2011 all'hotel Punta del Este in Uruguay con oltre 6000 persone presenti.

## Riconoscimenti
Kids' Choice Awards México
- 2011 - Candidatura per il programma preferito.
- 2011 - Candidatura per il personaggio femminile preferito in una serie a Eiza González.
- 2011 - Candidatura per il personaggio maschile preferito in una serie a Santiago Ramundo.
- 2011 - Candidatura per l'antagonista preferito a Brenda Asnicar.

Kids' Choice Awards Argentina
- 2011 - Programma televisivo preferito della TV latinoamericana.
- 2011 - Miglior attore a Santiago Ramundo.
- 2011 - Rivelazione televisiva a Eiza González.
- 2011 - Candidatura per la miglior attrice a Brenda Asnicar.
- 2011 - Candidatura per la miglior attrice a Eiza González.
- 2011 - Candidatura per l'antagonista preferito a Vanesa Gabriela Leiro.

Meus Prêmios Nick
- 2011 - Candidatura per l'attrice preferita a Eiza González.
- 2011 - Candidatura per il capello più bello a Eiza González.
- 2011 - Candidatura per il ragazzo dell'anno a Santiago Ramundo.

## Distribuzione internazionale
| Paese           | Canale/i                 | Data uscita     | Titolo nel paese | Lingua     | Fonte  |
| --------------- | ------------------------ | --------------- | ---------------- | ---------- | ------ |
| Messico         | Nickelodeon              | 20 luglio 2010  | Sueña conmigo    | Spagnolo   | [ 72 ] |
| Argentina       | Nickelodeon              | 20 luglio 2010  | Sueña conmigo    | Spagnolo   | [ 72 ] |
| Paraguay        | Nickelodeon              | 20 luglio 2010  | Sueña conmigo    | Spagnolo   | [ 72 ] |
| Colombia        | Nickelodeon              | 20 luglio 2010  | Sueña conmigo    | Spagnolo   | [ 72 ] |
| Bolivia         | Nickelodeon              | 20 luglio 2010  | Sueña conmigo    | Spagnolo   | [ 72 ] |
| Costa Rica      | Nickelodeon              | 20 luglio 2010  | Sueña conmigo    | Spagnolo   | [ 72 ] |
| Ecuador         | Nickelodeon              | 20 luglio 2010  | Sueña conmigo    | Spagnolo   | [ 72 ] |
| Cile            | Nickelodeon              | 20 luglio 2010  | Sueña conmigo    | Spagnolo   | [ 72 ] |
| Paraguay        | Nickelodeon              | 20 luglio 2010  | Sueña conmigo    | Spagnolo   | [ 72 ] |
| El Salvador     | Nickelodeon              | 20 luglio 2010  | Sueña conmigo    | Spagnolo   | [ 72 ] |
| Guatemala       | Nickelodeon              | 20 luglio 2010  | Sueña conmigo    | Spagnolo   | [ 72 ] |
| Honduras        | Nickelodeon              | 20 luglio 2010  | Sueña conmigo    | Spagnolo   | [ 72 ] |
| Nicaragua       | Nickelodeon              | 20 luglio 2010  | Sueña conmigo    | Spagnolo   | [ 72 ] |
| Panama          | Nickelodeon              | 20 luglio 2010  | Sueña conmigo    | Spagnolo   | [ 72 ] |
| Uruguay         | Nickelodeon              | 20 luglio 2010  | Sueña conmigo    | Spagnolo   | [ 72 ] |
| Venezuela       | Nickelodeon              | 20 luglio 2010  | Sueña conmigo    | Spagnolo   | [ 72 ] |
| Perù            | Nickelodeon              | 20 luglio 2010  | Sueña conmigo    | Spagnolo   | [ 72 ] |
| Rep. Dominicana | Nickelodeon              | 20 luglio 2010  | Sueña conmigo    | Spagnolo   | [ 72 ] |
| Spagna          | Nickelodeon (Spagna)     | 7 marzo 2011    | Sueña conmigo    | Spagnolo   | [ 56 ] |
| Portogallo      | Nickelodeon (Portogallo) | 7 marzo 2011    | Sonha comigo     | Portoghese | [ 56 ] |
| Brasile         | Nickelodeon (Brasile)    | 14 marzo 2011   | Sonha comigo     | Portoghese | [ 73 ] |
| Italia          | Rai Gulp                 | 13 ottobre 2014 | Sueña conmigo    | Italiano   | [ 74 ] |